# Ніколас Кастільйо
Ніколас Кастільйо (ісп. Nicolás Castillo, нар. 14 лютого 1993, Сантьяго) — чилійський футболіст, нападник клубу «Універсідад Католіка».
Виступав, зокрема, за клуб «Універсідад Католіка», а також національну збірну Чилі.
У складі збірної — володар Кубка Америки.

## Клубна кар'єра
Народився 14 лютого 1993 року в місті Сантьяго. Вихованець футбольної школи клубу «Універсідад Католіка». Дорослу футбольну кар'єру розпочав 2011 року в основній команді того ж клубу, в якій провів три сезони, взявши участь у 36 матчах чемпіонату.
Сезон 2014-2015 провів у складі бельгійського клубу «Брюгге».
Згодом з 2015 перебуваючи в оренді встиг відіграти за «Майнц 05» та «Фрозіноне».
До складу клубу «Універсідад Католіка» повернувся 2016 року (знову ж на правах оренди). Відтоді встиг відіграти за команду із Сантьяго 11 матчів в національному чемпіонаті.

## Виступи за збірні
Протягом 2012–2013 років залучався до складу молодіжної збірної Чилі. На молодіжному рівні зіграв у 11 офіційних матчах, забив 9 голів.
2013 року дебютував в офіційних матчах у складі національної збірної Чилі. Наразі провів у формі головної команди країни 5 матчів, забивши 1 гол.
У складі збірної був учасником Кубка Америки 2016 року у США, здобувши того року титул континентального чемпіона.
| Дата      | Місто   | Господарі | Результат | Гості    | Турнір                          | Голи | Примітки |
| --------- | ------- | --------- | --------- | -------- | ------------------------------- | ---- | -------- |
| 09-1-2013 | Мендоса | Аргентина | 0 – 1     | Чилі     | МЧПА U-20 2013 - 1 етап         | 1    |          |
| 11-1-2013 | Мендоса | Чилі      | 2 – 0     | Болівія  | МЧПА U-20 2013 - 1 етап         | 1    |          |
| 13-1-2013 | Мендоса | Чилі      | 2 – 1     | Колумбія | МЧПА U-20 2013 - 1 етап         | -    |          |
| 20-1-2013 | Мендоса | Чилі      | 1 – 3     | Парагвай | МЧПА U-20 2013 - фінальний етап | 1    |          |
| 23-1-2013 | Мендоса | Чилі      | 4 – 1     | Еквадор  | МЧПА U-20 2013 - фінальний етап | 1    |          |
| Усього    |         | Матчів    | 5         |          | Голів                           | 4    |          |

## Титули і досягнення

### Клубні
- «Універсідад Католіка»

Турнір Клаусура (1): 2016
Володар Кубка Чилі (1): 2011
Володар Суперкубка Чилі (1): 2016
- «Брюгге»

Володар Кубка Бельгії (1): 2014–15

### Збірні
- Чилі

Володар Кубка Америки (1): 2016